# 通信品位法
通信品位法（つうしんひんいほう、Communications Decency Act of 1996、CDA）は、インターネット上のポルノグラフィコンテンツを規制するアメリカ合衆国議会の最初の注目すべき試み。 1997年のランドマーク的な判決であるレノ対アメリカ自由人権協会事件において、合衆国最高裁判所は同法の反猥褻条項を違憲無効とした。